# The People Dem
The People Dem – dziesiąty album studyjny Capletona, jamajskiego wykonawcy muzyki reggae i dancehall.
Płyta została wydana 23 listopada 2004 roku przez wytwórnię Rude Boy Records. Znalazła się na niej kompilacja najnowszych singli wokalisty. Produkcją całości zajęli się Paul Harrison oraz Trevor Sinclair.

## Lista utworów
1. "Movements"
2. "Dem No Ready Yet"
3. "Mass Media"
4. "See Dem"
5. "Mankind"
6. "Level Your Heart"
7. "Judgement"
8. "Jah Lives"
9. "The People"
10. "Woman Dem a Gwan"
11. "So Fine"
12. "Burn Dem Down"
13. "The Woman Dem a Log In"
14. "No Time" feat. Military Man